# Právo národů na sebeurčení
Právo národů na sebeurčení je principem, ze kterého některé státy odvozují svou legitimitu (například Slovensko v Ústavě Slovenské republiky, či tehdejší Československo), zatímco v jiných případech je pokládán za nepřípustný a destabilizující separatismus. Toto právo je odvozováno z ideje národního státu. Jeho cílem nebo prostředkem je zpravidla vytvoření státu nebo autonomního území podle etnických územních hranic, případně etnická samospráva na personálním principu.

## Historie
Právo národů na sebeurčení bylo formulováno v podmínkách nacionalismu 19. století (sjednocení Itálie, sjednocení Německa) a bylo uplatňováno zejména při rozpadu velkých mnohonárodních říší (Osmanská říše, Rakousko-Uhersko) po první světové válce. Jedním z výsledků byl i vznik Československa.
Hlavním zastáncem této myšlenky byly Spojené státy americké a americký prezident Woodrow Wilson, který ji jako součást svých Čtrnácti bodů prosazoval při jednáních o Versailleské smlouvě.
Čeští Němci se neúspěšně snažili uplatnit své právo na sebeurčení po vzniku Československa;[zdroj?] později bylo právo na sebeurčení problematicky uplatněno v Mnichovské dohodě, na jejímž základě byly od Československa odtrženy části s německou, polskou nebo maďarskou většinou a připojeny k sousedním státům. První vídeňská arbitráž určila maďarsko-československou hranici.
Na konci druhé světové války bylo právo národů na sebeurčení (zásada sebeurčení) zakotveno v Chartě OSN, zejména na podnět Sovětského svazu. Uplatňováno bylo v rámci dekolonizace kolem šedesátých let 20. století, s odvoláním na Atlantickou chartu ze 14. srpna 1941. Rezoluce Valného shromáždění OSN ze dne 16. prosince 1952 zdůraznila, že právo na sebeurčení je předpokladem pro plné uplatnění základních lidských práv.
Po konci studené války se uplatnilo při rozpadu Jugoslávie a Sovětského svazu. Představa národního státu měla svůj podíl na etnických čistkách a bojových konfliktech v některých oblastech.

## V 21. století
V současnosti probíhá diskuze o právu na národní sebeurčení například v souvislosti s Palestinou, Kosovem, Tibetem a Ujguristánem v Číně, Baskickem či Katalánskem ve Španělsku, ruských menšin v postsovětských státech a neruských menšin v Rusku (Tatarstán, Čečna), Abcházií atd. Důležité je ovšem rozlišovat mezi národem s právem sebeurčení a mezi národnostní menšinou, etnickou menšinou či jazykovou menšinou, které nemají právo sebeurčení, ale které mají pouze práva menšinová. Jde o mezinárodní kodifikaci práva podle OSN a také práva evropského.
Národní sebeurčení nemusí být uplatňováno jen formou národní správy území, ale například v rámci federalizace Belgie je uplatňováno i na personálním principu, tedy tak, že pod národní orgány spadají určité záležitosti některého etnika ve státě i přes to, že toto etnikum je smíšeno s jinými etniky.